# Aeroporto Internacional de Lubumbashi
Aeroporto Internacional de Lubumbashi (IATA: FBM, ICAO: FZQA) é um aeroporto localizado na cidade de Lubumbashi, na República Democrática do Congo.

## História
O aeroporto foi fundado durante os tempos coloniais com o nome de Aeroporto de Elisabethville, a partir do antigo nome da cidade. Também foi conhecido como Aeroporto de Luano.
O local teve um importante papel na primeira fase da Guerra do Catanga, durante a Crise do Congo. Após ser tomado pelas tropas das Forças das Nações Unidas no Congo (ONUC), foi utilizado como base contra o governo secessionista.